# Discoglypha inflammata
Discoglypha inflammata är en fjärilsart som beskrevs av W. Warren 1896. Discoglypha inflammata ingår i släktet Discoglypha och familjen mätare. Inga underarter finns listade i Catalogue of Life.